# Niklanje
Niklanje je tehnika u kojoj se predmet od nekog drugog metala prevlači tankim slojem nikla elektrolitskim putem (obično željeznih, čeličnih ili bakrenih). Sloj može biti čisto dekorativan ili nanešen u svrhu korozijske zaštite. Kod nanošenja debljeg sloja može se koristiti za obnovu istrošenih metalnih dijelova strojeva. Danas sve veću važnost ima i takozvano kemijsko odnosno reduktivno niklanje. Niklanje se provodi elektrokemijskim ili kemijskim putem. Elektrokemijsko niklanje galvanotehnički je postupak (elektroplatiranje), a provodi se u slabo kiselim otopinama niklova sulfata (galvanotehnika), dok je kemijsko niklanje (postupak Kanigen) izlučivanje nikla na metalnu podlogu kemijskom redukcijom. Niklanjem se dobivaju tvrde, ravnomjerne i neporozne prevlake otporne na koroziju u vlažnoj atmosferi, vodi i lužnatim otopinama, a razmjerno stabilne u solnoj i sumpornoj kiselini.

## Elektroplatiranje niklom
Moć nikla da zaštiti od korozije tehnički važne metale, dobra mehanička svojstva i lijep izgled njegovih galvanskih slojeva, te to što se, već prema uvjetima, dade lako, brzo i jednolično elektrokristalizirati u različitim oblicima i nakon toga obrađivati, postižu time različite učinke, čine galvaniziranje niklom najvažnijim područjem galvanotehnike, posebno elektroplatiranja. Elektroplatiranje niklom vrlo je važno za gradnju aparata i uređaja kemijske i prehrambene industrije. Time se ne samo zaštićuje aparatura, nego i kemikalije i hrana od zagađivanjima metalima. Osim toga, za tehniku je važno elektroplatiranje niklom radi popravka istrošenih ili izlizanih dijelova strojeva i uređaja slojevima točno određene debljine. To se može izvesti ili elektroplatiranjem niklom ili još i jednim galvanskim slojem kroma (kromiranje). Već prema vrsti kupke, pri tome se mogu dobiti nikalni galvanski slojevi s tvrdoćom po Vickersu od 4, 25 do 6, 5 ∙103 MPa, a naknadnom toplinskom obradom i do 8 ∙ 103 MPa.
Ipak se najčešće niklom elektroplatira radi ukrašavanja (dekoracije). Pri tome se, da bi se poboljšala nedovoljna postojanost sjaja njegovih galvanskih slojeva, obično također elektroplatira još i jednim sloja kroma, jer se on, iako manje plemenit, pod utjecajem atmosfere brzo nagriza (pasivira) apsorpcijom kisikom ili nastajanjem krom(III) oksida, a da se time ne smanji sposobnost refleksije svjetla. Općenito su galvanski slojevi nikla s manjim sjajem čišći i zbog toga plemenitiji od sjajnih, pa im je zaštitna moć veća. Zbog toga se u posljednje vrijeme sve više elektroplatira niklom po takozvanom dupleks postupku. Pri tome se najprije izraci zaštićuju jednim polusjajnim galvanskim slojem nikla, a traženi izgled postiže im se zatim još jednim slojem, koji ima visoki sjaj.
Za elektroplatiranje niklom još uvijek se najviše upotrebljavaju takozvane Wattsove kupke (po O. P. Wattsu), s elektrolitom od niklovog sulfata i niklovog klorida, s boratnom kiselinom kao puferom. U novije vrijeme raste značenje i sulfamatnih, nikalkobaltnih i fluorboratnih elektrolita, a za zakiseljenje upotrebljava se i fosforna kiselina.

## Pregled
Kako je već rečeno kod niklanja na neki drugi metal ili nevodič nanosimo sloj nikla. Predmeti koje niklamo moraju biti potpuno čisti - znači bez ikakvih ostataka masnoće, nečistoće ili oksida na njima. Spomenute se nečistoće mogu ukloniti mehanički, kemijski, elektrokemijski ili ultrazvukom. Pripremljeni se objekti uranjaju u kupku u kojoj su otopljene niklene soli, kao anoda obično služi ploča od lijevanog nikla. Ioni nikla se iz otopine talože na katodu, odnosno predmet.

## Povijest
- 1843. Nijemac Boetger dobiva prvu elektrolitsku niklenu prevlaku, no industrijska primjena počinje tek nakon 1869. (sukladno britanskoj onovremenoj literaturi prvi je patent za niklanje objavljen već 1840., i to prije Elkingtonovog za pozlatu i posrebrenje!)[6]Po drugim  izvorima G.Bird već 1837. publicira elektrolit za  niklanje[7]
- 1845. otkiće reduktivnog niklanja.[8] Praktična uporaba tek nakon 1945.
- 1869. Adamsov elektrolit,standard do pojave Wattsovog elektrolita,masovno korišten
- 1905. prvi patent za crno niklanje
- O.P. Watts razvija svoj i danas korišten elektrolit 1916.
- Do približno 1930. autodijelovi su prevlačeni prvo slojem bakra pa slojem nikla.
- Nakon toga počinje se zbog činjenice da nikal s vremenom potamni koristiti višeslojno prevlačenje slojem bakar/nikal/krom.

## Vrste otopina

### Watts otopina
Watts otopina daje i sjajne i polusjajne prevlake. Dok se sjajne prevlake koriste u dekorativne i antikorozivne svrhe polusjajne prevlake imaju isključivo tehničke svrhe.

#### Sastav kupke
| Kemijski naziv   | Formula    | Sjajna      | Sjajna       | Polusjajna  | Polusjajna   |
| ---------------- | ---------- | ----------- | ------------ | ----------- | ------------ |
| Kemijski naziv   | Formula    | EU          | US           | EU          | US           |
| Nikl sulfat      | NiSO4·6H2O | 150–300 g/L | 20–40 oz/gal | 225–300 g/L | 30–40 oz/gal |
| Nikl klorid      | NiCl2·6H2O | 60–150 g/L  | 8–20 oz/gal  | 30–45 g/L   | 4–6 oz/gal   |
| Boratna kiselina | H3BO3      | 37–52 g/L   | 5–7 oz/gal   | 37–52 g/L   | 5–7 oz/gal   |

#### Specifikacije rada[5]
- Temperatura: 40-65°C
- Jakost struje na katodi: 2-10 A/dm2
- PH: 3.0-4.5

#### Dodaci za sjaj[5]
- Sjajila prvog reda - paratoluene sulfonamid, benzen sulfokiselina - 0.75-23 g/l. .
- Sjajila drugog reda - alil sulfonska kiselina, formaldehid kloral hidrat - 0.0045-0.15 g/lit.

### Nikl sulfamat
Ova se kupka koristi isključivo u tehničke svrhe. Mogu se nanositi i debeli slojevi. Može se koristiti i kao podloga za kromiranje.

#### Sastav kupke
| Kemijski naziv   | Formula     | koncentracija | koncentracija |
| ---------------- | ----------- | ------------- | ------------- |
| Kemijski naziv   | Formula     | EU            | US            |
| Nikl sulfamat    | Ni(SO3NH2)2 | 300-450 g/l   | 40–60 oz/gal  |
| Nikl klorid      | NiCl2·6H2O  | 0-30 g/l      | 0–4 oz/gal    |
| Boratna kiselina | H3BO3       | 30-45 g/l     | 4–6 oz/gal    |

#### Specifikacije[5]
- Temperatura: 40-60°C
- Jakost struje na katodi: 2-25 A/dm2
- PH: 3.5-4.5

### Kloridna kupka
Također omogućuju debele prevlake, mana im je velika unutarnja napregnutost prevlake.
| Kemijski naziv   | Formula    | Koncentracija |
| ---------------- | ---------- | ------------- |
| Nikl klorid      | NiCl2·6H2O | 30–40 oz/gal  |
| Boratna kiselina | H3BO3      | 4–4.7 oz/gal  |

### Tvrdi nikl
Koriste se kad trebamo prevlake velike čvrstoće i tvrdoće.
| Kemijski naziv   | Formula    | koncentracija | EU        |
| ---------------- | ---------- | ------------- | --------- |
| Nikl sulfat      | NiSO4·6H2O | 24 oz/gal     | 179.7g/L  |
| Amonij klorid    | NH4Cl      | 3.3 oz/gal    | 24.7 g/L  |
| Boratna kiselina | H3BO3      | 4 oz/gal      | 29.96 g/L |

### Crni nikl
Daje tamnu nereflektivnu prevlaku. Antikorozijska zaštita beznačajna, isključivo dekorativna prevlaka, no koristi se i u vojne svrhe.
| Kemijski naziv     | Formula              | Koncentracija |
| ------------------ | -------------------- | ------------- |
| Nikl amonij sulfat | NiSO4·(NH4)2SO4·6H2O | 8 oz/gal      |
| Cink sulfat        | ZnSO4                | 1.0 oz/gal    |
| Natrij tiocijanat  | NaCNS                | 2 oz/gal      |

## Vanjske poveznice
- Nickel Plating Handbook  Arhivirana inačica izvorne stranice od 18. rujna 2021. (Wayback Machine)